# Christophe Collignon
Pour les articles homonymes, voir Collignon.
Christophe Collignon, né à Waremme le 21 juillet 1969, est un avocat et homme politique belge, membre du Parti socialiste (PS). Il a été ministre wallon et est aujourd'hui député au Parlement de Wallonie et au Parlement de la Fédération Wallonie-Bruxelles. Il est aussi bourgmestre de Huy. 

## Biographie
Christophe Collignon est le fils de l'homme politique Robert Collignon, bourgmestre d'Amay. 
Il se lance en politique à l'Université de Liège en tant que président des étudiants socialistes de l'ULg mais aussi à Amay, comme président de la section des jeunes socialistes.
Il est conseiller provincial à Liège de 2000 à 2004. Avant d'emménager à Huy, il est conseiller communal à Amay en 2006. À Huy, Christophe Collignon est d'abord président du CPAS puis échevin des sports, de l'enseignement, de la petite enfance, des événements, du logement, du patrimoine, du personnel communal, de l'emploi, de l'économie sociale et de la cohésion sociale. Il est bourgmestre de Huy depuis le 19 janvier 2016.
Il est sénateur de communauté du 5 juillet 2007 au 7 mai 2010.
Il est élu député au Parlement wallon et de la Fédération Wallonie-Bruxelles pour l'arrondissement électoral de Huy-Waremme à partir du 29 juin 2004.
De novembre 2014 à septembre 2017, il préside le groupe PS du Parlement de Wallonie. Il préside le Parlement de Wallonie du 11 juin au 13 septembre 2019.
À la suite du départ de Pierre-Yves Dermagne vers le gouvernement Fédéral, Christophe Collignon devient  le 2 octobre 2020 ministre du Logement, des Pouvoirs locaux et de la Ville du Gouvernement wallon jusqu'en juillet 2024, le PS se retrouvant dans l'opposition après les élections fédérales et régionales. À cette date, il redevient bourgmestre de plein exercice à Huy et député wallon.

### Mandats dérivés
Christophe Collignon a été vice-Président du Tour de Wallonie, président de Meuse-Condroz-Hesbaye (organisme de développement économique) et de la Conférence des Élus de Huy-Waremme.
De 2007 à 2008, il a siégé à la Commission Wallonie-Bruxelles. Le 29 février 2008, il a activement participé à Namur à la Déclaration pour un projet politique mobilisateur de la société wallonne.

## Distinction
- Commandeur de l'ordre de Léopold en 2024[1].